# Challenger de Nonthaburi III 2022
El torneo Nonthaburi Challenger III 2022 fue un torneo de tenis perteneciente al ATP Challenger Tour 2022 en la categoría Challenger 50. Se trató de la 3ª edición; el torneo tuvo lugar en la ciudad de Nonthaburi (Tailandia), desde el 5 hasta el 11 de septiembre de 2022 sobre pista dura al aire libre.

## Jugadores participantes del cuadro de individuales
| Favorito | País                    | Jugador              | Rank1 | Posición en el torneo |
| -------- | ----------------------- | -------------------- | ----- | --------------------- |
| 1        | Bandera de Japón        | Yosuke Watanuki      | 242   | Cuartos de final      |
| 2        | Bandera de Mónaco       | Valentin Vacherot    | 271   | Primera ronda         |
| 3        | Bandera de Vietnam      | Lý Hoàng Nam         | 290   | Cuartos de final      |
| 4        | Bandera del Reino Unido | Billy Harris         | 305   | Cuartos de final      |
| 5        | Bandera de Alemania     | Nicola Kuhn          | 317   | Primera ronda         |
| 6        | Bandera vacío           | Alibek Kachmazov     | 319   | Primera ronda         |
| 7        | Bandera de Australia    | Dane Sweeny          | 326   | Primera ronda         |
| 8        | Bandera de la India     | Prajnesh Gunneswaran | 329   | Segunda ronda         |

- 1 Se ha tomado en cuenta el ranking del 29 de agosto de 2022.

### Otros participantes
Los siguientes jugadores recibieron una invitación (wild card), por lo tanto ingresan directamente al cuadro principal (WC):
- Yuttana Charoenphon
- Pruchya Isaro
- Pol Wattanakul

Los siguientes jugadores ingresan al cuadro principal tras disputar el cuadro clasificatorio (Q):
- Gage Brymer
- Makoto Ochi
- Stuart Parker
- Ajeet Rai
- Kasidit Samrej
- Yuta Shimizu

## Campeones

### Individual Masculino
- Stuart Parker derrotó en la final a  Arthur Cazaux, 6–4, 4–1 ret.

### Dobles Masculino
- Chung Yun-seong /  Ajeet Rai derrotaron en la final a  Francis Alcantara /  Christopher Rungkat, 6–1, 7–6(6)